# Europawahl in Spanien 1987
- HB: 1
- CEP: 1
- IU: 3
- PSOE: 28
- CDS: 7
- CiU: 3
- AP: 17

Ergebnis nach Provinzen

Die Europawahl in Spanien 1987 fand am 10. Juni statt.

## Ergebnis
| Listen                                                                       | Listen | Stimmen    | %    | Mandate |
| ---------------------------------------------------------------------------- | --- | ---------- | ---- | ------- |
|                                                                              | Partido Socialista Obrero Español | 7.535.979  | 39,0 | 28      |
|                                                                              | Alianza Popular | 4.753.868  | 24,6 | 17      |
|                                                                              | Centro Democrático y Social | 1.982.324  | 10,3 | 7       |
|                                                                              | Izquierda Unida | 1.013.282  | 5,2  | 3       |
|                                                                              | Convergència i Unió (CDC – UDC) | 853.644    | 4,4  | 3       |
|                                                                              | Herri Batasuna | 361.595    | 1,9  | 1       |
|                                                                              | Coalición por la Europa de los Pueblos - Eusko Alkartasuna - Esquerra Republicana de Catalunya - Partido Nacionalista Galego – Partido Galeguista | 326.946    | 1,7  | 1       |
|                                                                              | Izquierda de los Pueblos - Euskadiko Ezkerra: 113.768 Stimmen - Partido Socialista Galego – Esquerda Galega: 36.062 Stimmen - Entesa dels Nacionalistes d'Esquerra: 24.914 Stimmen - Partit Socialista de Mallorca – Partit Socialista de Menorca: 9.885 Stimmen | 261.530    | 1,4  | –       |
|                                                                              | Unión Europeísta - Eusko Alderdi Jeltzalea-Partido Nacionalista Vasco - Partido Galeguista Nacionalista | 226.616    | 1,2  | –       |
|                                                                              | Partido de los Trabajadores de España – Unidad Comunista | 223.026    | 1,2  | –       |
|                                                                              | Partido Andalucista | 185.576    | 1,0  | –       |
|                                                                              | Partido Demócrata Popular | 170.983    | 0,9  | –       |
|                                                                              | Unió Valenciana | 162.190    | 0,8  | –       |
|                                                                              | Frente Nacional | 122.927    | 0,6  | –       |
|                                                                              | Acción Social | 117.059    | 0,6  | –       |
|                                                                              | Agrupaciones Independientes de Canarias | 108.467    | 0,6  | –       |
|                                                                              | Confederación de Los Verdes | 107.899    | 0,6  | –       |
|                                                                              | Partido Aragonés | 105.819    | 0,5  | –       |
|                                                                              | Partido Socialista de los Trabajadores | 77.487     | 0,4  | –       |
|                                                                              | Confederación de los Verdes | 65.727     | 0,3  | –       |
|                                                                              | Bloque Nacionalista Galego | 53.153     | 0,3  | –       |
|                                                                              | Sonstige < 0,25 % | 297.907    | 1,5  | –       |
| Votos en blanco                                                              | Votos en blanco | 190.133    | 1,0  | –       |
| Gesamt                                                                       | Gesamt | 19.304.137 | 100  | 60      |
|                                                                              | |            |      |         |
| Ungültige Stimmen                                                            | Ungültige Stimmen | 189.961    | 1,0  |         |
| Wähler                                                                       | Wähler | 19.494.098 | 68,5 |         |
| Wahlberechtigte                                                              | Wahlberechtigte | 28.450.491 |      |         |
|                                                                              | |            |      |         |
| Quellen: Junta electoral central: Ergebnis – Rektifikation – Zusammenfassung | |            |      |         |

- Im offiziellen Ergebnis beträgt die Gesamtzahl der gültigen Stimmen 19.236.447.
- Die institutionelle Website ignoriert die nachträglichen Korrekturen.

## Fraktionen im Europäischen Parlament
| Liste/Partei                   | Liste/Partei                           | Liste/Partei                      | Liste/Partei                          | Mandate | Fraktion |
| ------------------------------ | -------------------------------------- | --------------------------------- | ------------------------------------- | ------- | -------- |
|                                | Partido Socialista Obrero Español      | Partido Socialista Obrero Español | Partido Socialista Obrero Español     | 28 / 60 | SPE      |
|                                | Alianza Popular                        | Alianza Popular                   | Alianza Popular                       | 17 / 60 | ED       |
|                                | Centro Democrático y Social            | Centro Democrático y Social       | Centro Democrático y Social           | 7 / 60  | NI       |
|                                | Izquierda Unida                        | Izquierda Unida                   | Izquierda Unida                       | 3 / 60  | GUE      |
|                                | Convergència i Unió                    |                                   | Convergència Democràtica de Catalunya | 2 / 60  | LDR      |
|                                | Convergència i Unió                    | Unió Democràtica de Catalunya     | 1 / 60                                | EVP     |          |
|                                | Herri Batasuna                         | Herri Batasuna                    | Herri Batasuna                        | 1 / 60  | NI       |
|                                | Coalición por la Europa de los Pueblos |                                   | Eusko Alkartasuna                     | 1 / 60  | ARC1984  |
|                                |                                        |                                   |                                       |         |          |
| Quelle: Europäisches Parlament |                                        |                                   |                                       |         |          |